# ایشتوان واشکوتی
ایشتوان واشکوتی (انگلیسی: István Vaskuti؛ زادهٔ ۴ دسامبر ۱۹۵۵) قایقران کانو اهل مجارستان بود.